# 柬埔寨历史
柬埔寨是中南半島地区历史悠久的文明古国，有兩千年以上之歷史，其歷史可以追溯到印度文明。柬埔寨有詳細記錄以來最早出現、曾被中國史冊提及的是扶南國－一個在西元1至6世紀圍繞中南半島最南端的政體。扶南國被認為有著南湄公河一帶最古老的區域印度教文化，這顯示了其在印度圈中的角色，為西邊印度的長期海上貿易夥伴。到了6世紀，在中國史冊中被稱為真臘的另一個文明崛起，取代了扶南國，控制著中南半島更大、更起伏的地區，並且保持了不僅僅一個權力中心。
高棉帝國成立於9世紀初。傳說中於公元802年，高棉帝國的開國君主闍耶跋摩二世在庫楞山藉著神话啟示和神聖化的儀式，主张其政治合法性。繼承著印度神王崇拜傳統的強大主權統治了高棉文明的古典時代，直到11世紀。據一些學者稱，後期的省級引進了佛教，導致了皇家宗教的斷絕和衰落。高棉帝國的皇室結束於14世紀，其中高棉帝國在行政、農業、建築、水文、物流、城市規劃和藝術，皆是創新和進步的文明的見證，是東南亞歷史文化遺產的基石。
柬埔寨的衰落持續了大約100年，隨後是15世紀中葉開始的柬埔寨歷史中期，是為柬埔寨黑暗時代。雖然當時的印度教文化已全部被取代，但舊首都的遺址仍然是重要的精神中心。然而，自15世紀中葉以來，柬埔寨核心人口續漸向東遷移，其中只有少數例外－定居在湄公河的合流處，以及洞里薩湖週邊的金邊、洛韋和烏棟。
海洋貿易是16世紀繁榮的基礎，但與此同時，柬埔寨受到外地人的干擾和影響亦不斷增加，其中包括馬來人穆斯林、占族人，基督徒歐洲冒險家和傳教士。模棱兩可的命運，一方面帶來強勢的經濟發展，另一方面亦導致文化的混亂和削弱的王權，是洛韋時期 的常有特徵。
在15世紀，本來高棉人的相鄰部族，包括西部的孟族和東部的占族逐漸淡落，或是分別被更堅韌的泰族和越族取替。各強權已意識到，要全面控制中南半島，控制湄公河下游盆地尤其重要。虛弱的高棉王國成為了阿瑜陀耶王國（即後來的曼谷）和占城戰略家的眾矢之的。對高棉王室的攻擊和征服使主權者在表面和實際上皆失去了權力的基礎。對繼承和婚姻政策的干涉加劇了皇家威望的衰落。公元1601年，烏棟時期開始，是柬埔寨中世紀的最後一個時期。
至19世紀，當時技術更先進且野心勃勃的歐洲殖民大國，開始涉足東南亞。另一邊廂的拉達那哥欣王國，雖有遭到侮辱和並持續撤退，最終因作為英法殖民地之間的緩衝而逃過一劫。而越南則成為了法國征服對象
。柬埔寨雖在很大程度上被忽略了，但亦同樣作為一個可感知的實體加入法屬印度支那，並將其身份和完整性重新納入現代。
在經歷了80年的殖民「冬眠」後，日本於第二次世界大戰期間短暫佔領柬埔寨，那時也巧合是柬埔寨國王諾羅敦·施漢諾的授銜儀式，成為柬埔寨重新解放和其現代歷史不可逆轉過程的開端。公元1953年，柬埔寨王國獨立，並在美、蘇兩極分化的世界中努力保持中立。隨著越戰升級，柬埔寨越來越多地涉及其中，1970年高棉共和國的建立是其中的一個結果。1975年，赤柬政權在柬埔寨內戰獲勝，取代了共和國，柬埔寨踏入最黑暗的時代，柬越戰爭亦為柬埔寨帶來毀滅性影響。1993年，柬埔寨人民共和國在聯合國協議下向現代柬埔寨邁進。

## 史前和早期历史
現時對於柬埔寨早期的歷史所知有限，目前根據放射性碳測年結果所得，柬埔寨最早約在公元前4200年已有人類居住。在柬埔寨西北部马德望省的羅恩司拼，該地在洞穴生活的人類會使用石器、陶器等工具。自2009年起，「法柬史前考察團」的考古研究已經記錄了距今7.1萬年前到洞穴新石器時代的完整文化序列。自2012年以來的發現得到了普遍的解答，該洞穴留下了獵人和狩獵團體首次佔領的考古遺跡，亦發現了新石器時代的人類，他們具有高度發達的狩獵策略和製作石器的技術、高超的陶藝製作技術，以及複雜的社會、文化、象徵和殯葬習俗。柬埔寨曾參與海上玉路長達3000年，該路徑始於大約公元前2000年至1000年左右。
在磅清揚省的山隆生（Samrong Sen）發現了公元前1500年的頭骨和人骨。Heng Sophady (2007)將山隆生與柬埔寨東部的圓形土壤遺址進行了比較。這些人是可能從中國東南部遷移到中南半島。學者們追溯了他們首次種植水稻和東南亞首次製作青銅的歷史。
2010年，在柬埔寨西北部的Phum Snay墓地的骨骼材料檢驗中發現了異常高的傷害數量，特別是頭部，很可能是由人際暴力引起的。墳墓裏還包含大量在衝突中使用的劍和其他攻擊性武器。
東南亞的鐵器時代始於公元前500年左右，一直持續到約公元500年-扶南時代的結束，它提供了與印度和南亞的持續海上貿易和社會政治互動的第一手具體證據。到了公元1世紀，定居者已發展出了複雜的有組織社會和各種宗教及宇宙觀，這需要與當今的語言非常相關、高度進化的口語。最先進的群體居住在沿海地區、湄公河下游、以及三角洲地區的高腳房屋中，他們會種植稻米、捕魚、並會飼養家畜。

## 扶南王国（1世紀-550/627年）

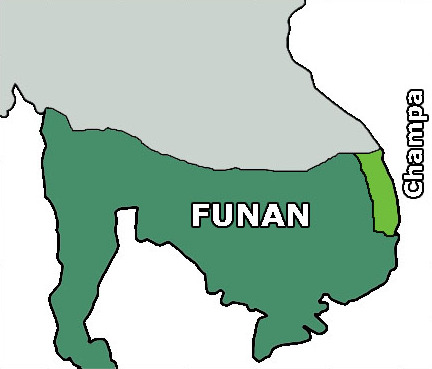
公元3世紀左右的扶南地圖

中國史籍詳細記錄了第一個已知的有組織政治實體——扶南王國，為於現時柬埔寨和越南的領土上，有著「人口眾多、城市中心、糧食生產過剩……社會政治分層[並]以印度宗教思想為合法化基礎」為特點。從西元1世紀到6世紀，扶南以湄公河和巴薩河下游地區一個擁有「護城牆及護城河的城市」為中心，如柬埔寨茶膠省的吳哥波雷和位於現今越南安江省的俄厄。
早期的扶南由鬆散的社群組成，每個社群都有自己的統治者，並通過共同的文化和共用的經濟聯繫在一起。內陸地區的稻米種植者與沿海城鎮的商人，兩者在經濟上相互依存，使生產過剩的稻米得以輸出至港口。
到了西元2世紀，扶南控制了中南半島的戰略海岸線和海上貿易路線。文化和宗教思想通過印度洋貿易路線傳入扶南。早在西元前500年左右，印度就與扶南進行了貿易往來。當時，梵語還沒有取代巴利語。扶南的語言被認為是早期的高棉語，並以梵語為書寫形式。

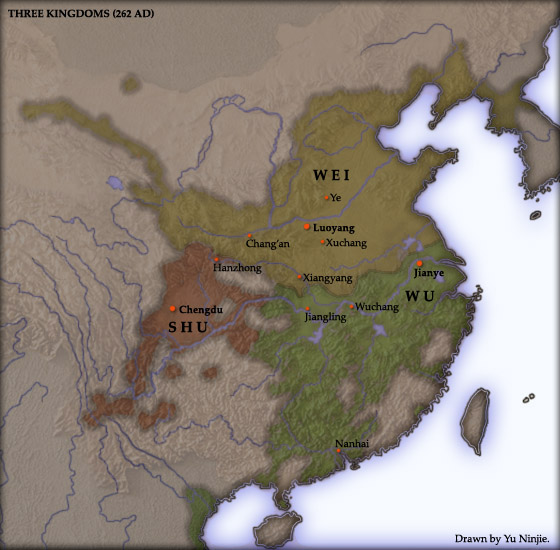
公元262年的東吳領土（綠色）

根據《愛利脫利亞海周航記》，公元1世紀羅馬與印度的貿易

公元 245 年至 250 年期間，東吳官員出使扶南的毗耶陀補羅。中郎康泰、宣化從事朱應將扶南定義為一種獨特的印度教文化。扶南與中國的貿易是在漢朝南擴之後開始的，在大約公元前2世紀，扶南實際上「控制著除沿海地區之外的戰略陸路通道」，並在為印度洋貿易，現今被稱為海上絲綢之路之間的「經濟和行政樞紐」佔據著顯著的地位。遠至羅馬的貿易路線得到了第2、第3世紀定居點的遺址的出土羅馬、波斯硬幣，和出土文物證實。
扶南與神話有關，例如Kattigara傳說和高棉建國傳說，其中一名在《梁書》中記載為混填（高棉語中名為Preah Thaong、梵語中為Kaundinya）的印度婆羅門或王子，迎娶了當地的統治者那姬‧紹瑪公主（梁書中記載為柳叶），從而建立了第一個柬埔寨君主王朝。
學者們對於這個敘述在多大程度上屬實，以及Kaundinya的起源和地位存在爭議。
當代的資料來源包括一份經過四次修改的中國文獻和一份三世紀的占婆銘文。一些學者認為這個故事只是印度教和佛教用來向古代當地傳播宇宙觀和文化的寓言 而一些歷史學家則從時間順序上否定它。
中國史書紀載在公元3世紀初期，扶南的領土在范師蔓的統治下達到巔峰，南至馬來西亞，西至緬甸。商業壟斷中的重商主義制度得以建立。出口產品從森林產品到貴金屬和商品，如黃金、大象、象牙、犀牛角、翡翠羽毛、豆蔻、漆、皮革和芳香木材。在范師蔓的統治下，扶南擁有一支強大的艦隊，並由一個基於「朝貢經濟」的先進官僚制度管理，所得的盈餘用於支持沿海的外國商人，表面上用於發起向西和向南的擴張任務。
歷史學家對扶南的政治地位和完整性持有相互矛盾的觀點。Miriam T. Stark稱之為扶南：「扶南作為早期『國家』的概念…大部份是由歷史學家利用文獻和歷史證據建立的」，麥可·維克里評論道：「儘管如此，它是…不太可能憑這幾個港口就構成一個統一的國家，更不用說一個『帝國』了」。不過，其他消息來源也暗示了其帝國地位：「附庸王國向東擴展至越南南部，又擴展至西部的馬來半島」；「在這裡我們將看到這一時期的兩個帝國…扶南和三佛齊」。
扶南如何終結的問題在學術界普遍存在爭議。扶南的繼承者稱為真臘，於公元616/617年在《隋書》中首次出現。
「…扶南的沒落並非因為自5世紀開始航海貿易路線從馬來半島轉移到馬六甲海峽，而是由於真臘征服扶南，而導致在7世紀期間的航海貿易路線轉移…」

「由於東南亞航海貿易路線的變動，導致扶南的衰落，統治者不得不在內陸尋找新的財富來源。」
「到了5世紀末，東南亞的國際貿易幾乎完全通過馬六甲海峽進行。從這種貿易模式來看，扶南已無用武之地了。」

「銘文記錄中沒有任何支持這樣的解釋；追溯所謂的扶南-真臘過渡的銘文不表明有任何政治上的斷層。」
考古學方法和對整個早期歷史時期的解釋被認為是未來研究的關鍵補充。「湄公河下游考古項目」專注於早期歷史時期該地區政治複雜度的發展。例如，2003年至2005年的LOMAP調查結果有助於確定「…該地區的重要性在整個前吳哥時期持續不減…而且至少有三個（調查區域）具有吳哥王朝時期的日期，並表明三角洲地區的持續重要性。」

## 真腊王国（6世紀-802年）
《隋書》記載了一個名為真臘王國的國家在616或617年派遣使節前往中國，聲稱真臘原是扶南的附庸國，但在其統治者摩訶因陀羅跋摩的領導下，征服了扶南並獲得了獨立。
自從1970年代以來，大部分有關真臘的中國記載，包括真臘征服扶南的記載，一直備受爭議，因為它們通常基於中國歷史記載中的單一記述，正如作者克洛德·雅克所強調的那樣，中文術語「扶南」和和「真臘」的含義非常模糊，而更多的國內碑文資料已經出現。克洛德·雅克總結道：「由於歷史學家們更多是基於中國的記錄，而不是基於[柬埔寨]銘文地重建了前吳哥時期的柬埔寨歷史」，因此是「做了非常基本的歷史錯誤」，而當新的銘文被發現時，研究人員「更喜歡將新發現的事實調整到最初的輪廓上，而不是質疑中國的報告」。
關於真臘的中心在現代寮國的觀點也受到了爭議。「只需要它在扶南的內陸即可」。吳哥時代之前柬埔寨最重要的政治記錄，是公元667年來自巴布農的K53銘文，無論是在國王留陀跋摩、拔婆跋摩一世、摩訶因陀羅跋摩、伊奢那跋摩一世和阇耶跋摩一世的王位繼承，還是在製造銘文的官員家族的地位上，皆末顯示有任何政治斷層。幾年後公元來自公元674年的另一個銘文K44，紀念在亨得喜省的一個基金會，在阇耶跋摩一世的贊助下成立，提到Raudravarma時代早期基金會，這大概是指扶南的陁跋摩國王，亦沒有任何政治中斷的跡象。
《唐書》記載公元706年後以後，真臘分裂為陸真臘和水真臘。這些名稱表示為南北兩部分，亦可稱為上下真臘。
到了8世紀末，水真臘已成為爪哇的夏連特拉王朝的附庸國——其最後的國王被殺，該政權在公元790年左右被併入爪哇王室。陸真臘在公元802年由闍耶跋摩二世獲得獨立。
扶南的附庸國吳哥王國經由門河河谷從北部湄南河抵達湄公河。真臘是他們在扶南的影響外的第一個獨立國家。
古代中國記載提到了兩位國王——Shruta Varman和Shreshtha Varman II，統治著位於現時寮國南部的首都Shreshthapura。巴瓦普拉高棉王國（位於現代柬埔寨城市磅同市）對柬埔寨的身份認同產生了巨大影響。其最重要的君主是伊奢那跋摩一世，在612-628年間完全征服了扶南王國。他在三博波雷古寺建立了新的首都，並將其命名為伊奢那城。

## 高棉帝国（802年-1431年）

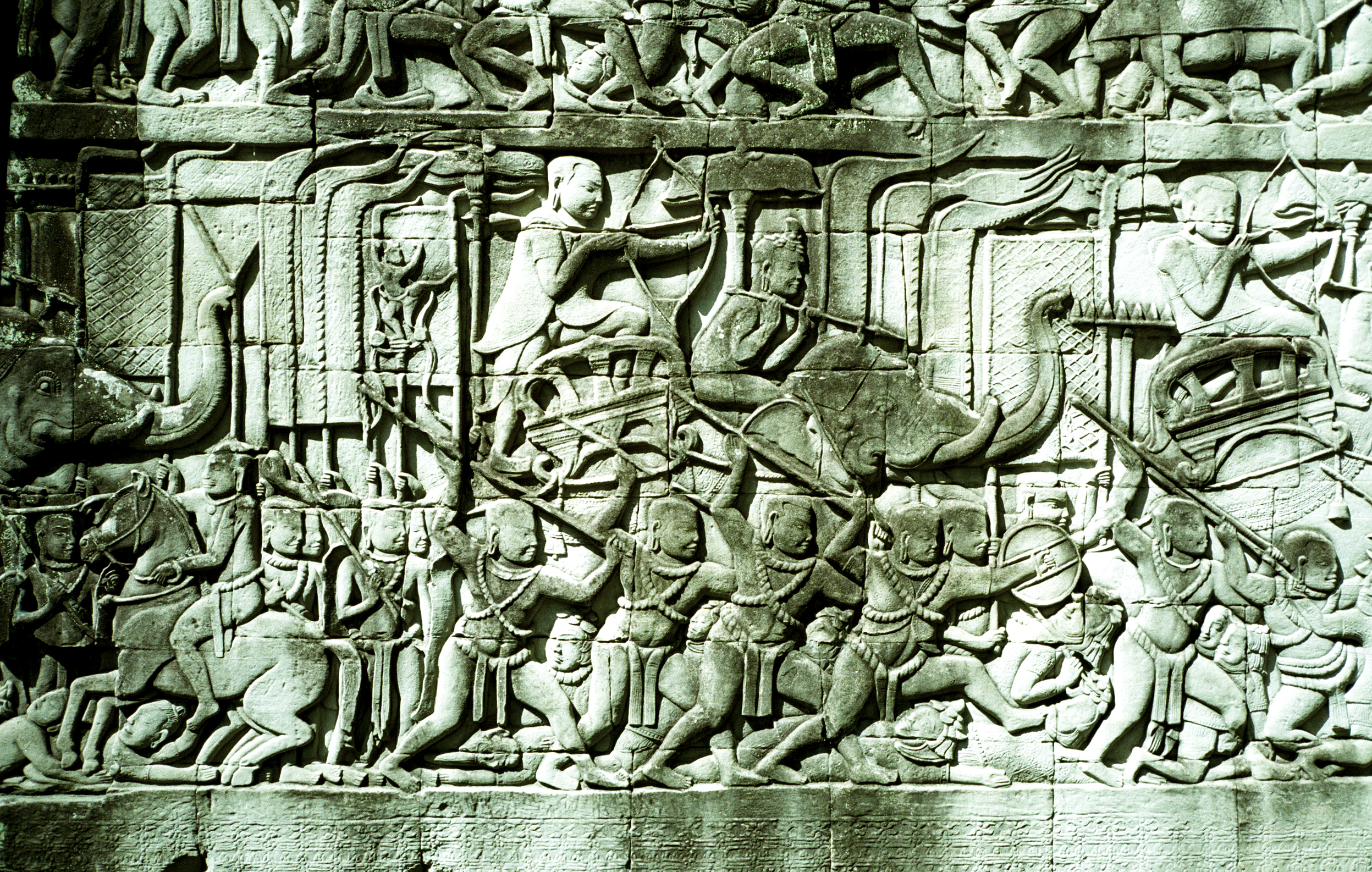
騎在大象身上的弓箭手

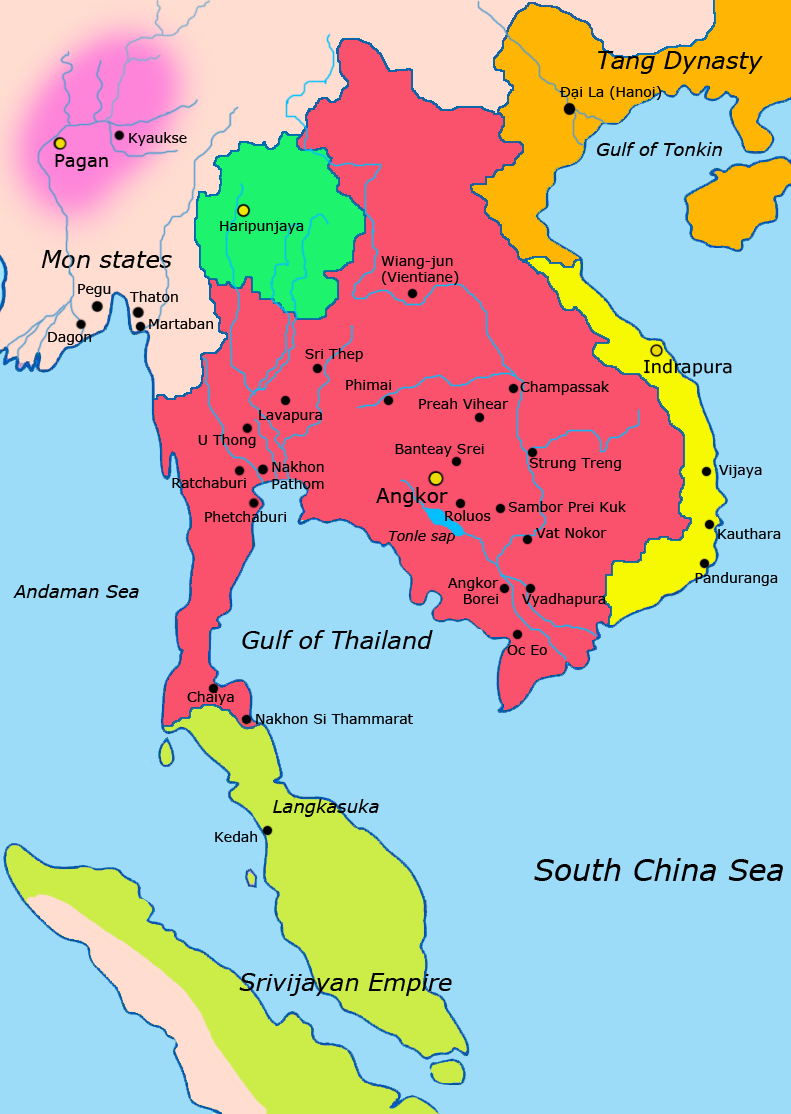
公元 900 年的東南亞地圖，紅色為高棉帝國，黃色為占婆，淺綠色為夏連特拉王朝，以及其他周邊國家

跨越六個世紀的高棉帝國擁有無與倫比的技術、藝術造詣和成就、政治完整和行政穩定，代表著柬埔寨和東南亞前工業文明的文化和技術頂峰。

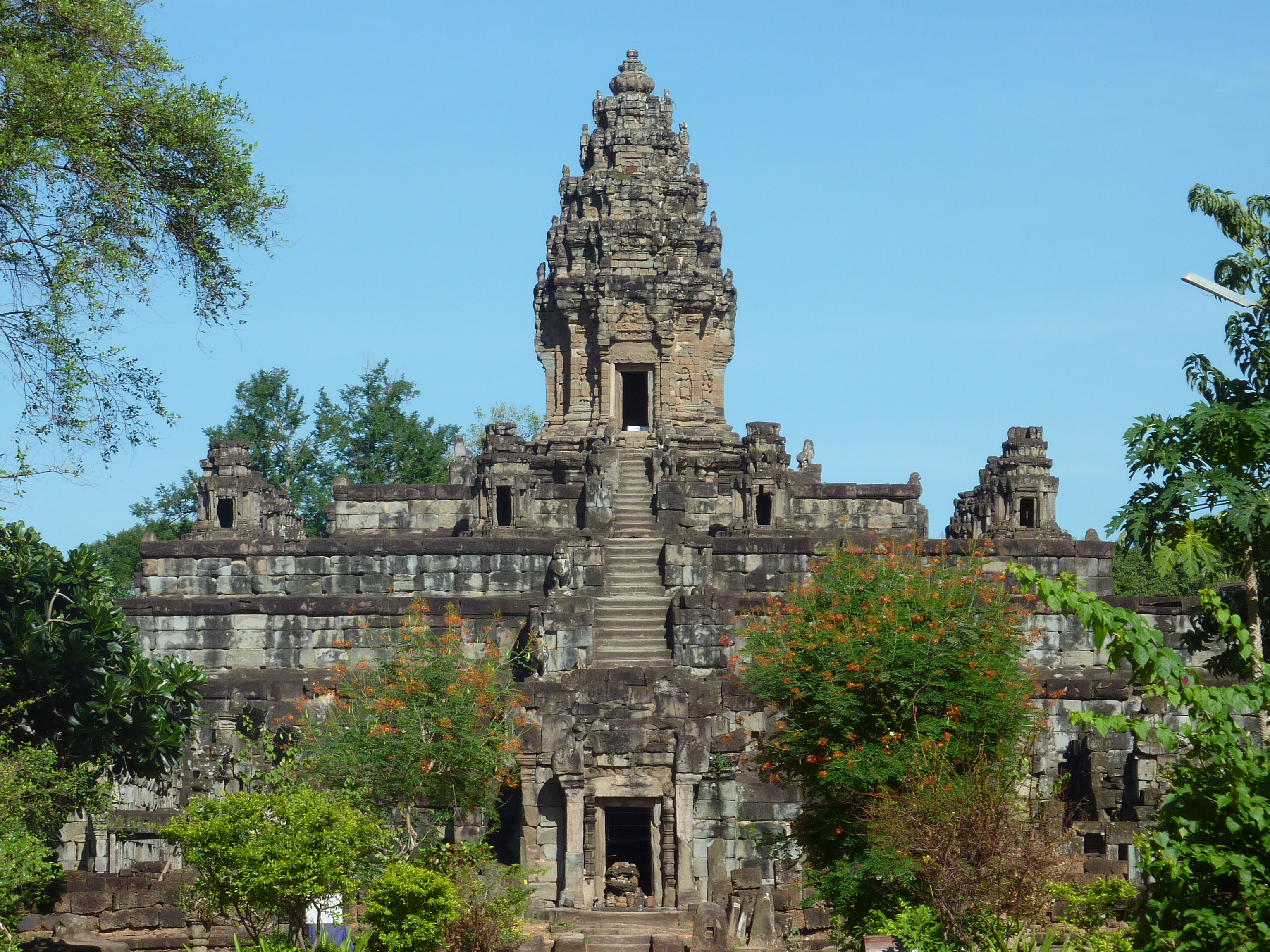
巴孔寺，高棉建築中最早的寺廟山之一

高棉帝國繼承自真臘王國—一個權力中心不斷變化的政體，在八世紀初分裂為陸真臘和水真臘。 到8世紀末，水真臘被馬來人的三佛齊以及爪哇人夏連特拉王朝併佔 。公元802年，真臘國的統治者闍耶跋摩二世在荔枝山發起印度教祝聖儀式，自任命為轉輪王，宣布從夏連特拉王國和三佛齊獨立。他建立了在吳哥地區的第一個首都訶利訶羅阿賴耶，位於現時羅洛士市附近。

因陀羅跋摩一世（877-889年）及其兒子和繼任者耶輸跋摩一世（889-900年）建立了首都耶輸陀羅補羅，並下令在首都北部修建巨大的水庫（barays）。水利管理網路依賴於複雜的管道、池塘和堤壩配置，這些都是用大量的黏土沙子建造的，這都是吴哥平原上唾手可得的原材料。東大人工湖的堤壩至今仍然存在，長度超過7公里（4英里），寬度為1.8公里（1英里）。而西大人工湖則為最大的組成部分，是個長達大約8公里（5英里）、寬2公里（1英里）、含有約5000萬立方米水的水庫。

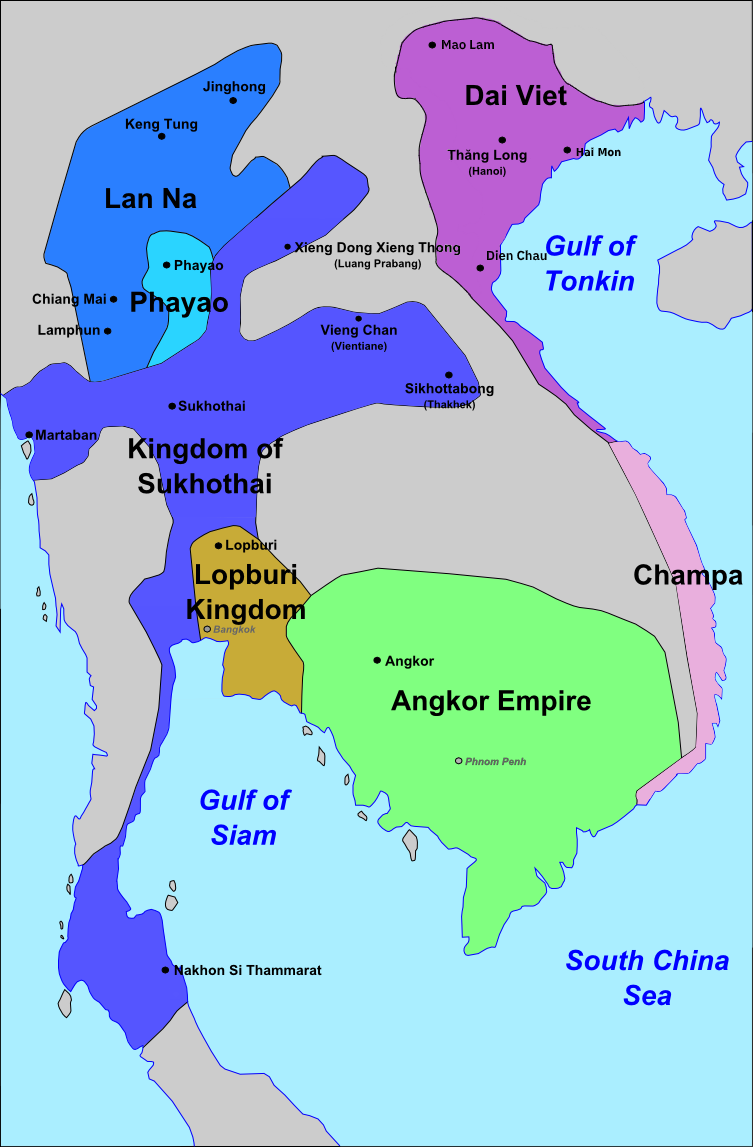
13世紀末的東南亞大陸

王室管理是基於濕婆派印度教國家的宗教理念和作為軍閥和保護者的主權的中央崇拜 —「瓦爾曼」（Varman）。這種集中式的治理體系任命了王室官員管理各省。瑪希達普拉王朝，起源於扁擔山脈以西的門河河谷的第一任國王闍耶跋摩六世（1080-1107年）終止了舊的「儀式政策」、家譜傳統、最重要的是，廢除了以印度教作為排他性的國教。一些歷史學家將這個帝國的衰落歸因於這些宗教的不連續性。
各個首都所覆蓋的地區分散在約1,000平方公里（386平方英里）的區域內，現在通常被稱為吳哥窟。基於工程灌溉系統的先進水稻農業，以及洞里薩湖豐富的魚類和水生動物資源作為蛋白質來源，保證了長期的食物充盈供應。最近的地質勘測證實，吳哥窟在12世紀和13世紀期間保持著全球最大的前工業時期定居點群 - 大約有75萬人居住在那裡。大量的公共勞動力被重新分配到紀念碑建設和基礎設施維護。越來越多的研究者將當地脆弱的生態系統和其資源的逐步過度開發，以及大規模的森林砍伐和由此導致的侵蝕作用與帝國的最終衰落聯繫起來。
在國王蘇利耶跋摩二世（1113-1150 年）的統治下，帝國的彊界達到了最大，直接或間接控制了印度支那、泰國灣和東南亞北部海域的大片地區。蘇利耶跋摩二世委託建造的吳哥窟寺廟歷時 37 年建成，其代表須彌山的五座塔樓被認為是古典高棉建築最具典範的體現。然而，當蘇利耶跋摩二世在試圖入侵大越的戰鬥中被殺時，領土擴張亦隨即終結。隨後是一段王朝動亂和占婆入侵的時期，最終迎來 1177 年的吳哥洗劫。

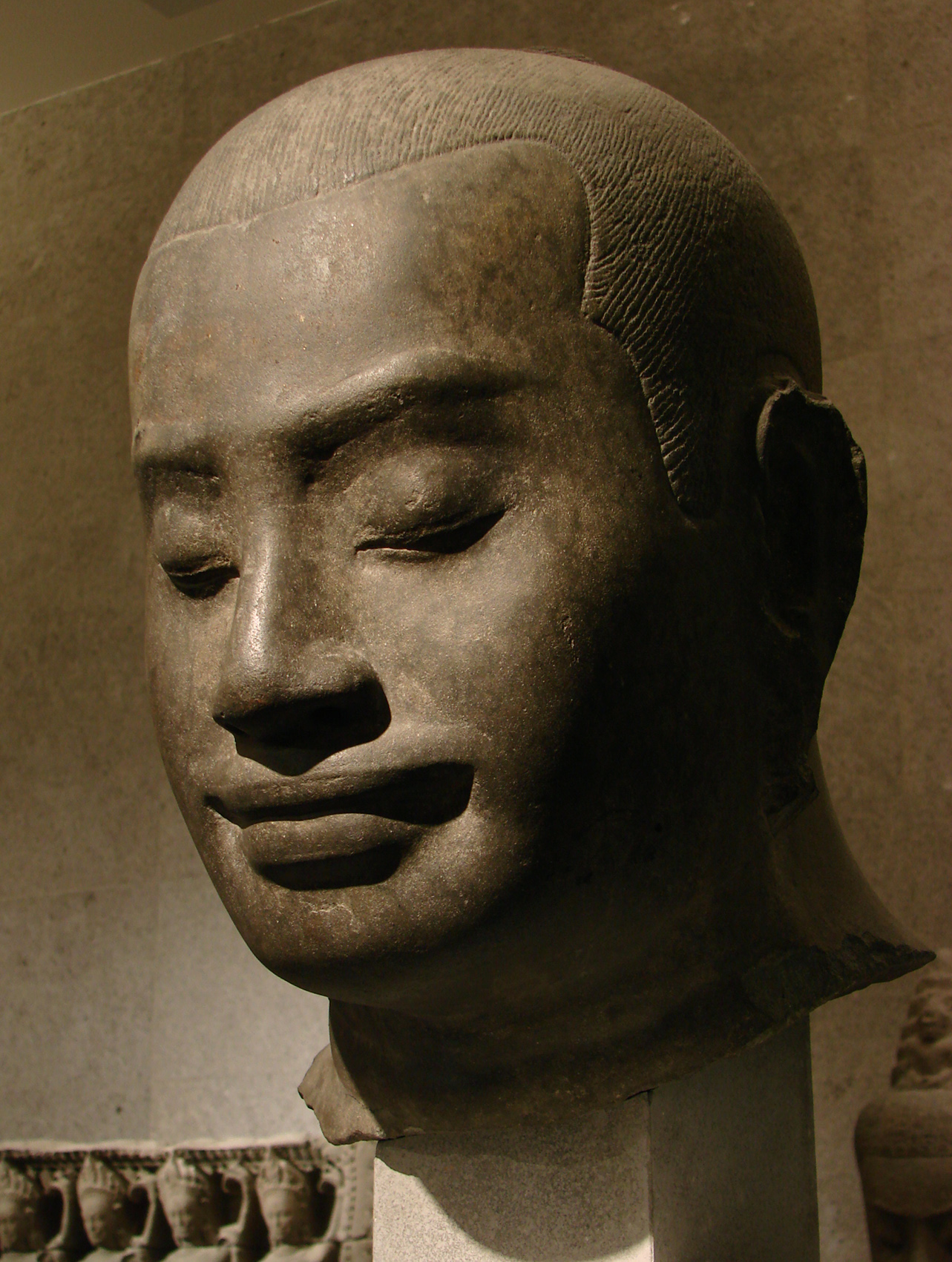
闍耶跋摩七世的雕像

阇耶跋摩七世國王（1181-1219 年在位）被普遍認為是柬埔寨最偉大的國王。作為一名大乘佛教徒，他在一次成功的戰役中反擊了占婆。在他近四十年的執政期間，他成為最多產的紀念碑建造者，他建立了吳哥城及其中央寺廟巴戎寺。他的其他傑出作品包括 斑黛喀蒂寺、塔布蘢寺、龍蟠寺和皇家浴池。他建造了大量實際的世俗專案和建築，例如維護蘇利耶跋摩一世廣泛的道路網路，特別是通往披邁的皇家道路以及許多休息站、橋樑和醫院，使阇耶跋摩七世成為所有帝國統治者中獨一無二的人物。
1296年8月，元代外交官周達觀到達吳哥並在因陀羅跋摩三世的宮廷逗留，直到1297年7月。他寫了一份詳細的報告《真臘風土記》，介紹了吳哥的生活。他的描繪是瞭解吳哥歷史最重要的資料之一，因為這份文件提供了有關吳哥居民的日常生活和習慣的寶貴資訊。
最後一份梵文銘文的日期是1327年，記錄了因陀羅跋摩四世的繼任者闍耶跋摩九世繼位（1327–1336年在位）。
帝國是一個由精英、工人和奴隸三個社會階層組成的農業國家。精英包括顧問、軍事領袖、宮廷人員、僧侶、官員和官僚。工人包括農業勞動者和各種建築工人。奴隸通常是來自軍事戰役或遙遠村莊的俘虜。高棉沒有鑄幣，以物易物的經濟主要以稻米為首的農產品為基礎，區域貿易在經濟中占微不足道的地位。
明宣德五年（1430年）暹羅入侵柬埔寨，包圍吳哥城七個月，最後攻破吳哥。因為吳哥太靠近暹羅邊境，柬埔寨放棄吳哥，遷都金邊。

## 柬埔寨后吴哥时代（1431年-1863年）

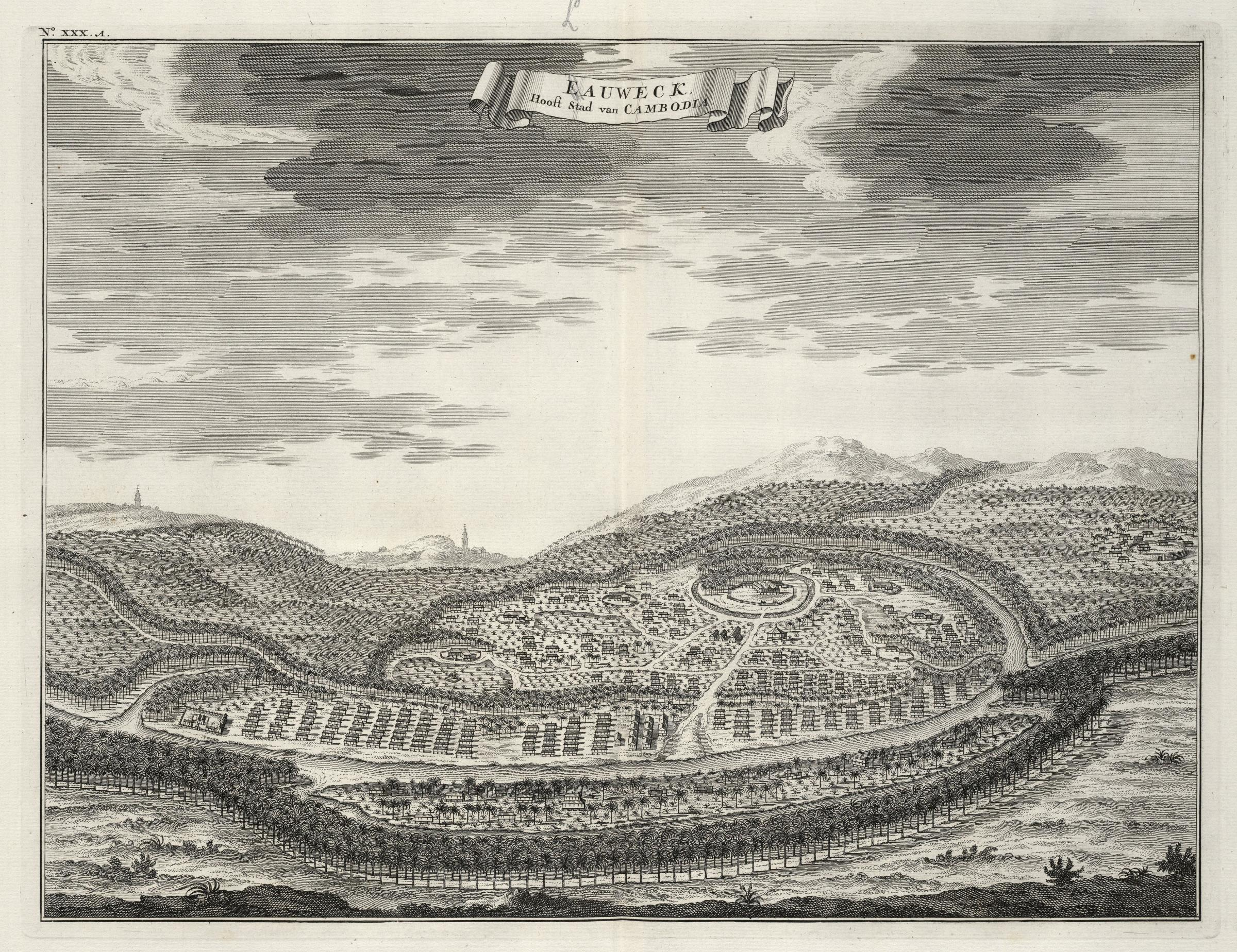
柬埔寨前首都洛韋

1864 年之前的柬埔寨國旗

「柬埔寨後吳哥時期」，又稱為「中世紀時期」 指的是從15世紀初到1863年柬埔寨成為法國保護國的歷史時期。可靠的資料（尤其是在15至16世紀）非常稀少。對於高棉帝國具體的衰落原因至今仍未得出結論。然而，現代大多數歷史學家認為，宗教、王朝、行政和軍事的逐漸變化、環境問題和生態失衡等因素，與印度支那權力轉移同時發生，必須全面考慮才能做出解釋 。近年來，研究重心特別轉向氣候變化、人類與環境的互動以及生態後果。
寺廟碑文結束於14世紀30年代，直到16世紀中期才重新開始。關於王朝的紀年記錄在闍耶跋摩九世國王時期停止，有超過200年的時間沒有任何當代紀錄記錄一位國王的名字。自闍耶跋摩七世統治後，紀念性的寺廟建築建設已經停滯不前。根據作者Michael Vickery的說法，15世紀的柬埔寨只存在外部的來源資料紀綠，即中國明朝《明實錄》和最早的大城王朝《皇家編年史》。16世紀的中國學者王世貞曾說：「官方歷史學家毫無拘束，擅長隱瞞真相，但他們記錄的紀念碑和法令以及他們抄寫的文件是不容忽視的。」
整個15世紀的中心參考點是大約在1431年左右的暹羅入侵了耶輸陀羅補羅（吳哥城）事件。歷史學家將此事件與柬埔寨政治中心向南遷移到金邊、洛韋和後來的烏棟有關。 
「隨著暹羅成為吳哥滅亡後柬埔寨的主要敵人，它終結了柬埔寨在其西部邊境的帝國實驗所有效延續的矛盾主權模式。」

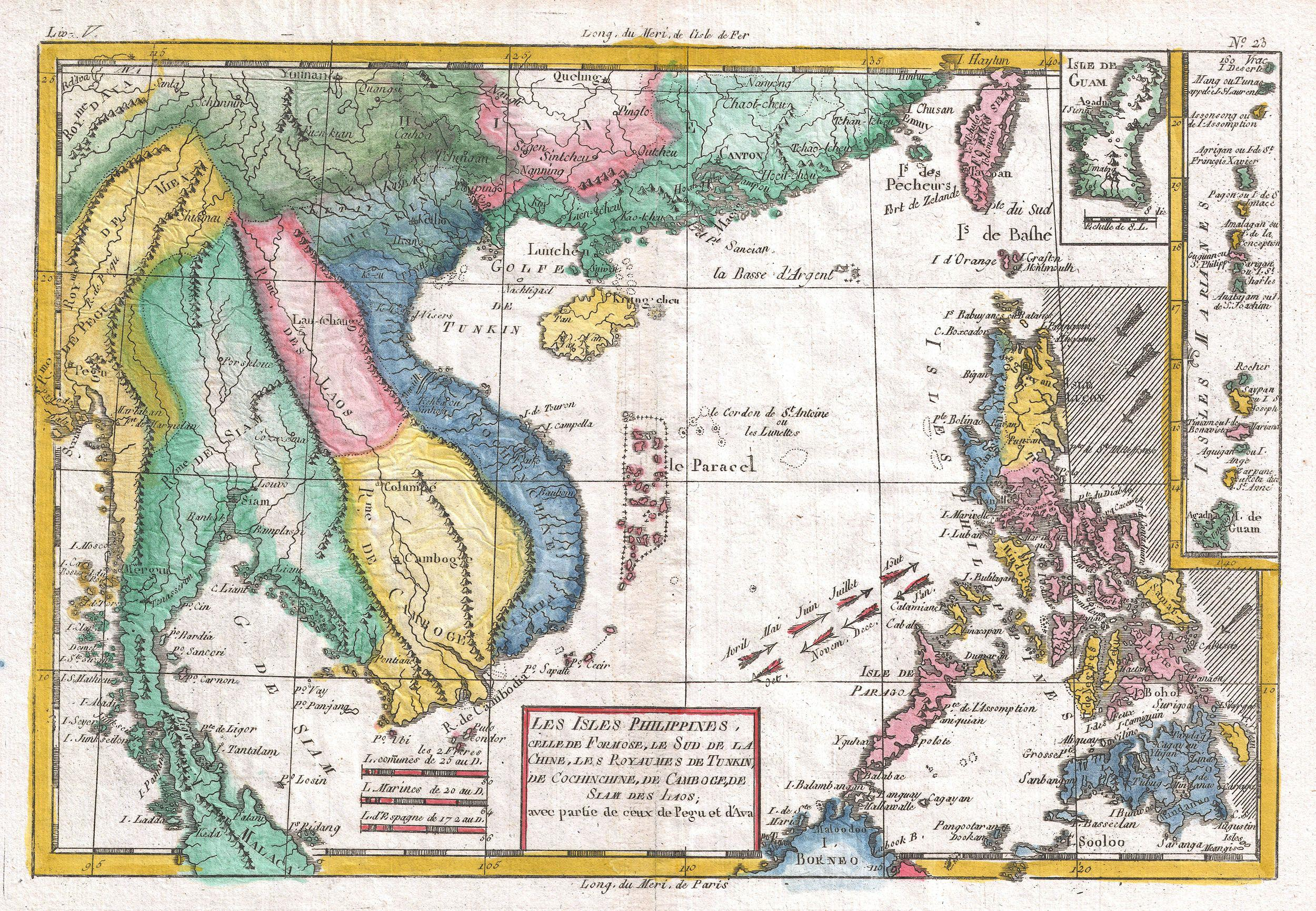
1780年的柬埔寨及東南亞地圖

16世紀的資料來源更豐富，該王國以湄公河流域為中心，作為亞洲海上貿易網絡的一部分繁榮發展，並與歐洲探險家和冒險家有了第一次接觸。與暹羅的戰爭導致領土損失，至1594年首都洛韋被攻破。17世紀，越南南下行軍到達湄公河三角洲的下高棉及西貢地區，自始柬埔寨漸漸失去海上貿易和獨立海洋貿易的地位。
此後柬埔寨國勢衰敗，備受越南侵略。1623年，越南阮朝获得柬埔寨国王的同意，在下高棉地区设立贸易机构。1697年越南灭亡占婆国，开始与柬埔寨接壤。1770年越南在下高棉地区站稳脚跟。1807年越南利用柬王安赞二世与暹罗的矛盾，重新确立越柬宗藩关系，使柬埔寨成为“属国”。1813年越南派兵进驻南荣（金边），柬成为保护国。
在17世紀和18世紀，暹羅和越南的主導地位上升，使得王權的頻繁轉移，柬埔寨王權降至附庸地位。19世紀初，隨著越南、暹羅王朝的牢固建立，柬埔寨被置於聯合宗主權之下，失去了國家主權。英國特使約翰·克勞福表示：「…那個古老王國的國王已準備接受任何歐洲國家的保護…」為了拯救柬埔寨免於受越南和暹羅吞併，柬埔寨人呂宋人（Luzones）和盧科斯人（來自菲律賓呂宋島的人）的援助，他們曾作為僱傭兵參加過暹緬戰爭。當代表團抵達呂宋時，統治者已經是西班牙人，所以他們也向西班牙人尋求援助，還有他們從墨西哥引進的拉丁美洲軍隊。以便在暹羅入侵被擊退後，恢復當時已改信基督教的國王薩達二世作為柬埔寨君主的地位。然而，這只能暫時恢復短時間的主權。新君安東亦因為法國與西班牙的聯盟關係（因為西班牙當時由法國波旁王朝家族統治），也請求法國的支援。柬埔寨國王諾羅敦同意法國的保護提議，並於1863年8月11日簽署並正式承認法國的保護國地位。

## 法国殖民时代（1863年-1953年）
1863年8月，諾羅敦國王與法國簽訂保護條約，柬埔寨成為法國的保護國。初期的條約保留了柬埔寨的高度主權，後來法國的控制逐漸加強，以1877年、1884年和1897年的尤其明顯，直到世紀末，柬王於王宮外的王權已盡失。諾羅敦國王於1904年去世，他的兩位繼任者西索瓦和蒙莫望皆支持法國殖民政權，然而法國於1940年在與泰國的一場短暫邊境戰爭中被擊敗，被迫放棄了巴達木省和吳哥（吳哥古跡本身被保留）。蒙莫望國王於1941年4月去世，法國將默默無聞的西哈努克王子加冕為國王，認為這位經驗不足的18歲年輕人比蒙莫望的中年兒子蒙潤更加易於控制。
戰爭結束時，柬埔寨的局勢混亂無序。自由法國在戴高樂將軍的領導下決心要收復印度支那，儘管他們為柬埔寨和其他印度支那保護國提供了一定程度的自治，但他們確信自己的「文明使命」，他們期望印度支那加入法國前殖民地聯盟，共享法國文化的共同經驗。

## 西哈努克时期（1953年-1970年）
1945年3月9日，在日本佔領柬埔寨期間，年輕的國王諾羅敦·西哈努克在日本的正式請求下宣佈柬埔寨王國獨立。隨後，日本政府名義上批准了柬埔寨的獨立，並在金邊設立了領事館。新政府取消了法國殖民政府開始強制執行的高棉語羅馬化，並正式恢復了高棉文字。這一短暫政府當局採取的措施受到了廣泛的歡迎和持久的影響，自那時起，柬埔寨政府再也沒有試圖將高棉語羅馬化。在盟軍部隊進入柬埔寨之後，駐紮在該國的日本軍隊被解除武裝並遣返。同年10月，法國重新實行殖民統治。

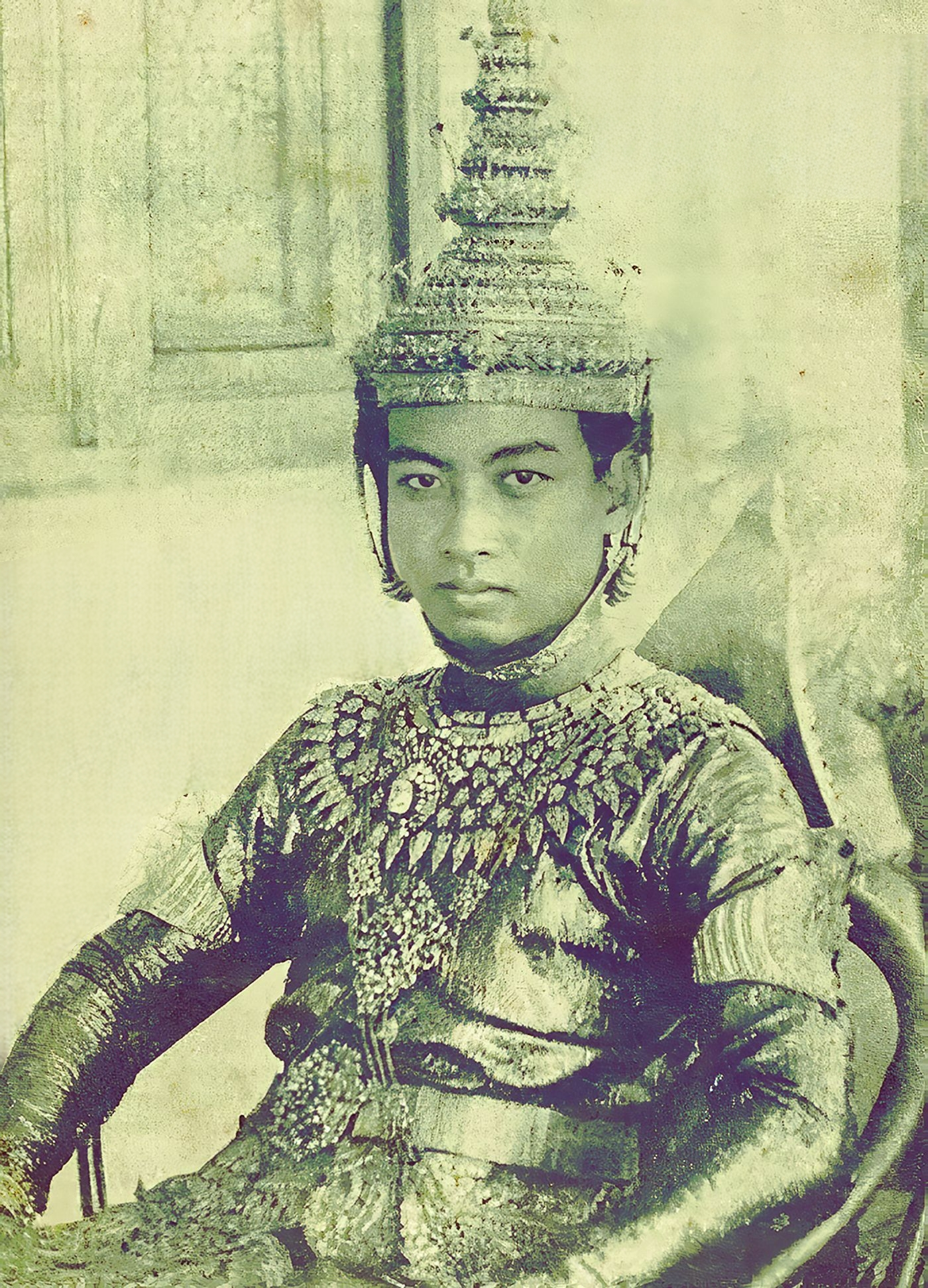
1941 年諾羅敦·西哈努克加冕

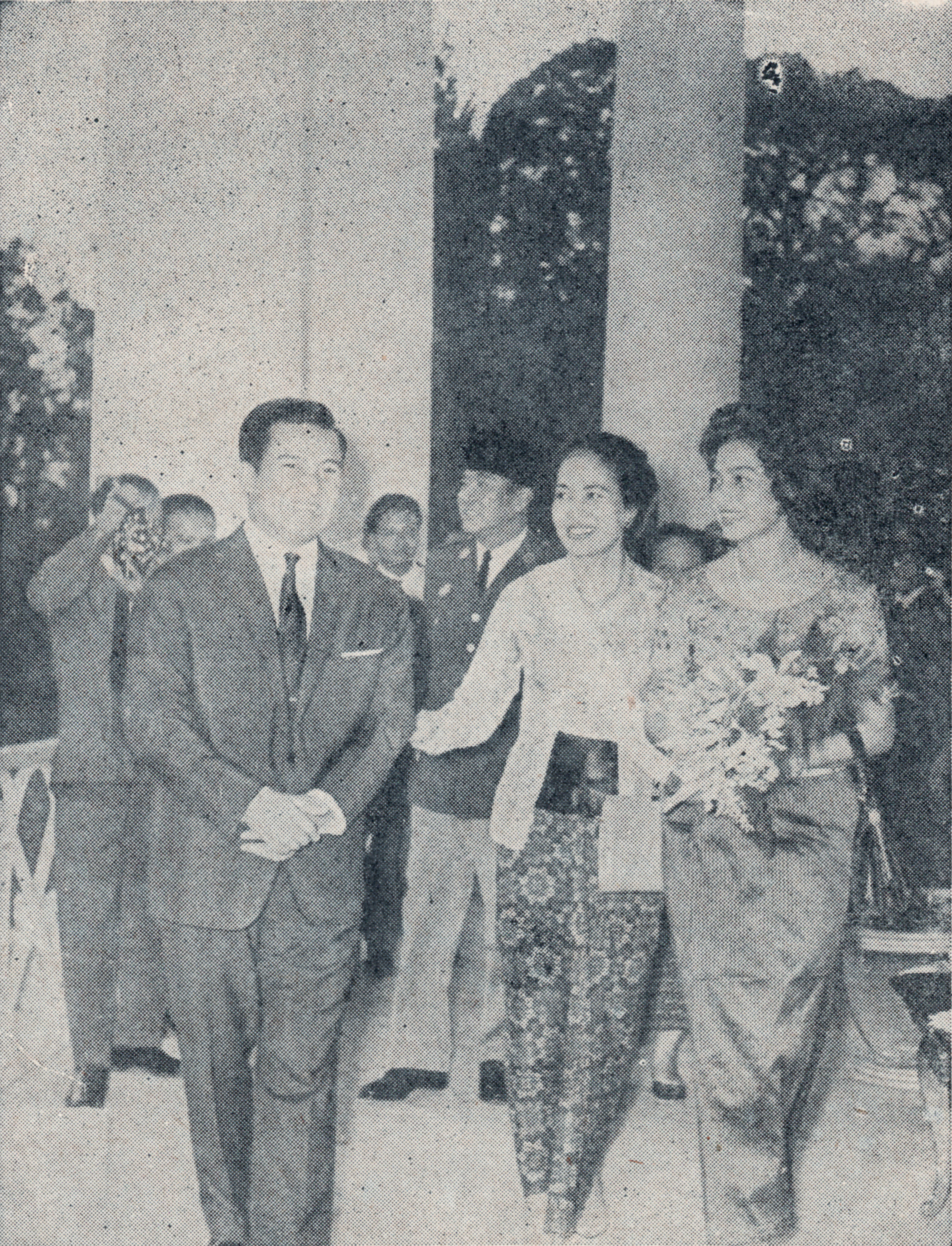
1964 年，在印度尼西亞的諾羅敦·西哈努克和他的妻子

西哈努克的「皇家獨立運動」導致法國勉強同意他的主權轉移要求。部分協定於1953年10月達成。西哈努克隨後宣佈已經實現了獨立，並凱旋回到金邊。由於關於印度支那問題的日內瓦會議，柬埔寨得以使越南獨立同盟會從其領土撤軍，並抵制外部勢力對其主權的任何殘留侵犯。 
在20世紀50至60年代，中立是柬埔寨外交政策的核心要素。到1960年代中期，由于南北越战争的蔓延，柬埔寨東部省份的部分地區成為北越軍隊和越南南方民族解放陣線（NVA / NLF）對抗南越的基地，西哈努克市成了他們的供應港口。隨著越南共产党活動的增長，美國和南越變得擔憂。1969年，美國開始了為期14個月，以越共和越南南方解放阵线為目標的轟炸行動，加劇了地区局勢动荡。轟炸行動地點不超過柬埔寨邊境的10英里（後來擴大到20英里），這些地區的柬埔寨人口已被北越軍隊驅逐。西哈努克親王既擔心南北越之間的衝突可能會波及到柬埔寨，也担心北越鼓动高棉共产党发动共产主义革命，于是一方面公開反對美國在越柬邊境和柬埔寨領土的轟炸行動，另一方面，1967年12月，西哈努克私下和《華盛頓郵報》記者斯坦利·卡諾表示，可以允许美军打击北越在柬埔寨境内的据点，但不能有柬埔寨民众被杀害。同樣的資訊在1968年1月傳達給了美國總統约翰逊的使者切斯特·鮑爾斯。西哈努克親王希望柬埔寨遠離兩越衝突，並對美國政府及其盟友（南越政府）造成地区紧张局势持批評態度。西哈努克親王自己亦因红色高棉的崛起而面臨国内政局不稳，故不想再讓柬埔寨捲入地区衝突。西哈努克親王希望美國及其盟友（南越）將战线遠離柬埔寨邊境，亦不允許美國將柬埔寨領空和機場用作軍事目的。美國对柬埔寨的立场表示不滿，並促使他們認為西哈努克親王是北越的同情者和美國的眼中釘。然而，解密檔表明，直到1970年3月，尼克森政府仍希望與西哈努克親王建立「友好關係」。
在20世紀60年代，柬埔寨國內政治因中南半岛紧张局势而逐漸極化。一方面，中產階級和左派人士，包括巴黎受過教育的領導人宋成、英薩利和沙洛特紹（後來被稱為波爾布特），在秘密的高棉共產黨（CPK）的領導下在马德望省發動了一場起義。西哈努克稱這些起義者為红色高棉。在1968至1969年期間，柬埔寨共产党人的起義活動日益艰难。
另一方面，1966年的全國議會选举中，右派保守势力大获全胜，朗諾將軍組建了一屆新政府，一直持續到1967年。随着柬埔寨民间对北越的态度越来越激化，以及西哈努克的国内政策的恶化（包括王室贪污、国营赌场对柬埔寨人民的剥削），导致政府内部和軍隊成員對西哈努克的統治方式感到不滿，柬埔寨局势逐渐开始失控。

## 高棉共和国（1970年-1975年）與内战

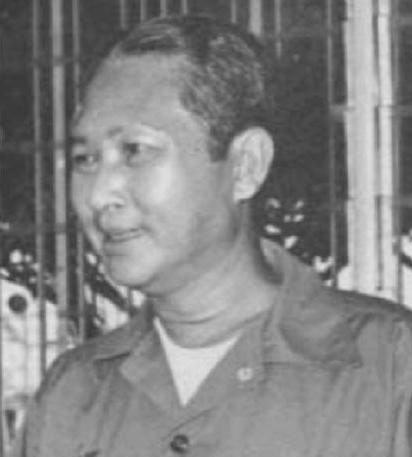
朗諾

1970年，當西哈努克出访莫斯科時，總理朗諾將軍和西索瓦·施里瑪達親王在1970年3月18日淩晨發動了一次軍事政變，推翻了西哈努克政權。然而，早在1970年3月12日，美國中央情報局局長就告訴華盛頓，根據前总理施里瑪達的通訊，「（柬埔寨）軍隊已準備好發動政變」。朗諾在軍事政變後上台，並隨即與美國結盟。波爾布特的反對者山玉成立即宣布支持新政府。10月9日，柬埔寨君主制度被廢除，國家更名為高棉共和國。新政權立即要求越南共產黨人離開柬埔寨。
河內拒絕新共和國要求撤出北越軍隊的請求。作為回應，美國向新政府的武裝部隊提供物資援助，這些部隊同時對抗赤柬遊擊隊和北越軍隊。北越和越共軍隊為了保持他們從北越進入柬埔寨的庇護所和補給線，便立即對新政府發動武裝攻擊。北越軍隊迅速佔領了柬埔寨東部的大片領土，距離金邊僅有24公里。北越把新獲得的領土交給了赤柬。國王敦促他的追隨者幫助推翻這個政府，加速了內戰的爆發。

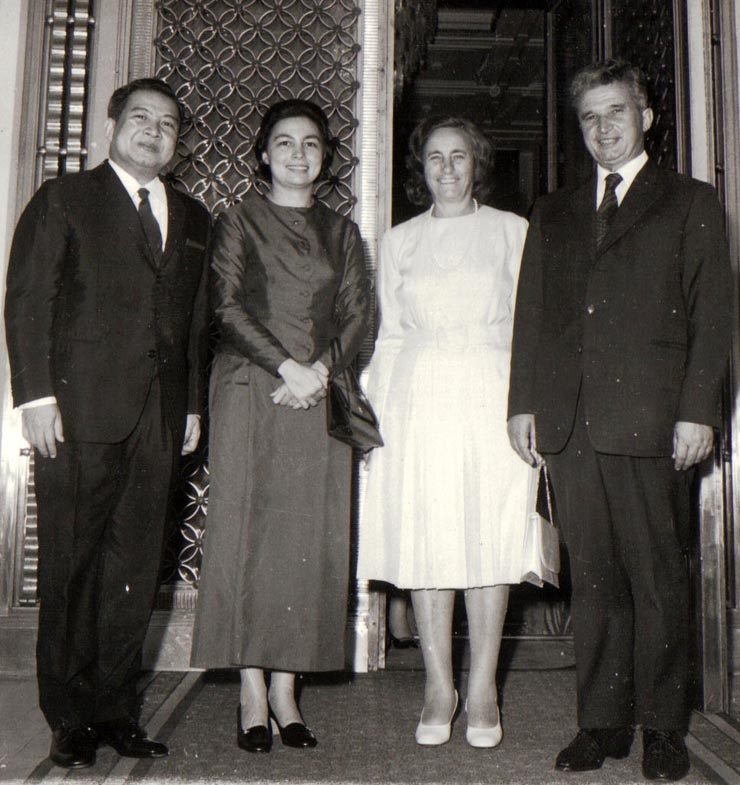
諾羅敦·西哈努克和他的妻子與尼古拉·壽西斯古和他的妻子埃列娜·壽西斯古，1974 年

1970年4月，美國總統理查·尼克森向美國公眾宣布，美國和南越地面部隊已進入柬埔寨，旨在摧毀越南人民軍在柬埔寨的根據地（見入侵柬埔寨）。此前美國已轟炸了柬埔寨境內的越南軍隊根據地超過一年。雖然美國和南越部隊繳獲、摧毀了相當數量的裝備，但對北越軍隊的遏制卻難以實現。
高棉共和國的領導人受到共和國三位主要人物之間分歧的困擾：朗諾、西哈努克的表弟西索瓦·施里瑪達和國民議會領袖英丹。朗諾仍然掌權，因為沒有人願意取代他。1972年，憲法獲得國民議會批准，朗諾就任總統。相反，3萬人軍隊轉為超過20萬人國家作戰力量以及腐敗的猖獗的不團結，削弱了民政和軍隊。

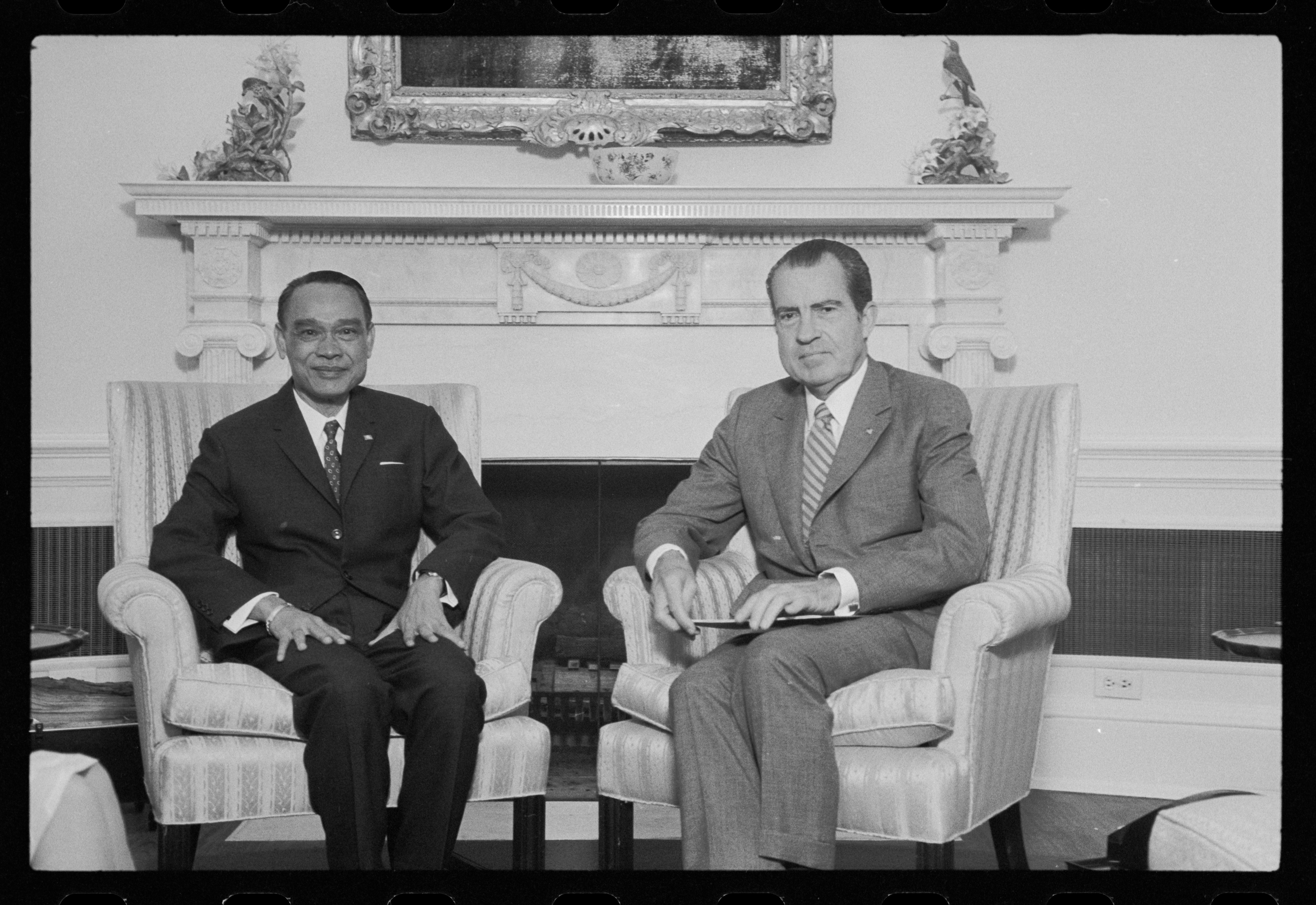
西索瓦·施里瑪達與理查·尼克森總統

在北越的補給和軍事援助的幫助下，柬埔寨的共產主義叛亂繼續增長。波爾布特和英薩利聲稱他們鎮壓在越南訓練的共產黨人，其中大多數人被清洗。與此同時，柬埔寨共產黨的勢力變得更強大，開始獨立於越南的幫助。1973年，柬埔寨共產黨在北越很少或根本沒有援助的情況下對政府軍發動戰爭，並控制了近60%的柬埔寨領土和25%的人口。
政府曾試圖與叛亂分子進行三輪談判但均未成功，相反，1974年，柬埔寨共產黨通過大師進行公開軍事行動，部分北越作戰部隊轉移到南越。朗諾的控制範圍縮小到靠近城市和主要交通車道的較小郊區。超過200萬難民逃離戰爭並定居在金邊和其他城市。
1975年元旦，共軍發動了長達117天的激烈攻勢，推翻了高棉共和國。赤柬軍在金邊周圍同時發動攻擊，圍攻了共和軍隊，而各赤柬部隊亦突襲並縱火焚燒了控制湄公河下游主要地區補給線的幾個軍事基地。由美國資助的彈藥和大米空運在國會拒絕其為柬埔寨提供額外援助後結束。1975年4月17日，金邊的朗諾政府投降，金邊淪陷，此時距美國代表團從柬埔寨撤軍僅五天。

### 外國勢力參與紅色高棉的崛起

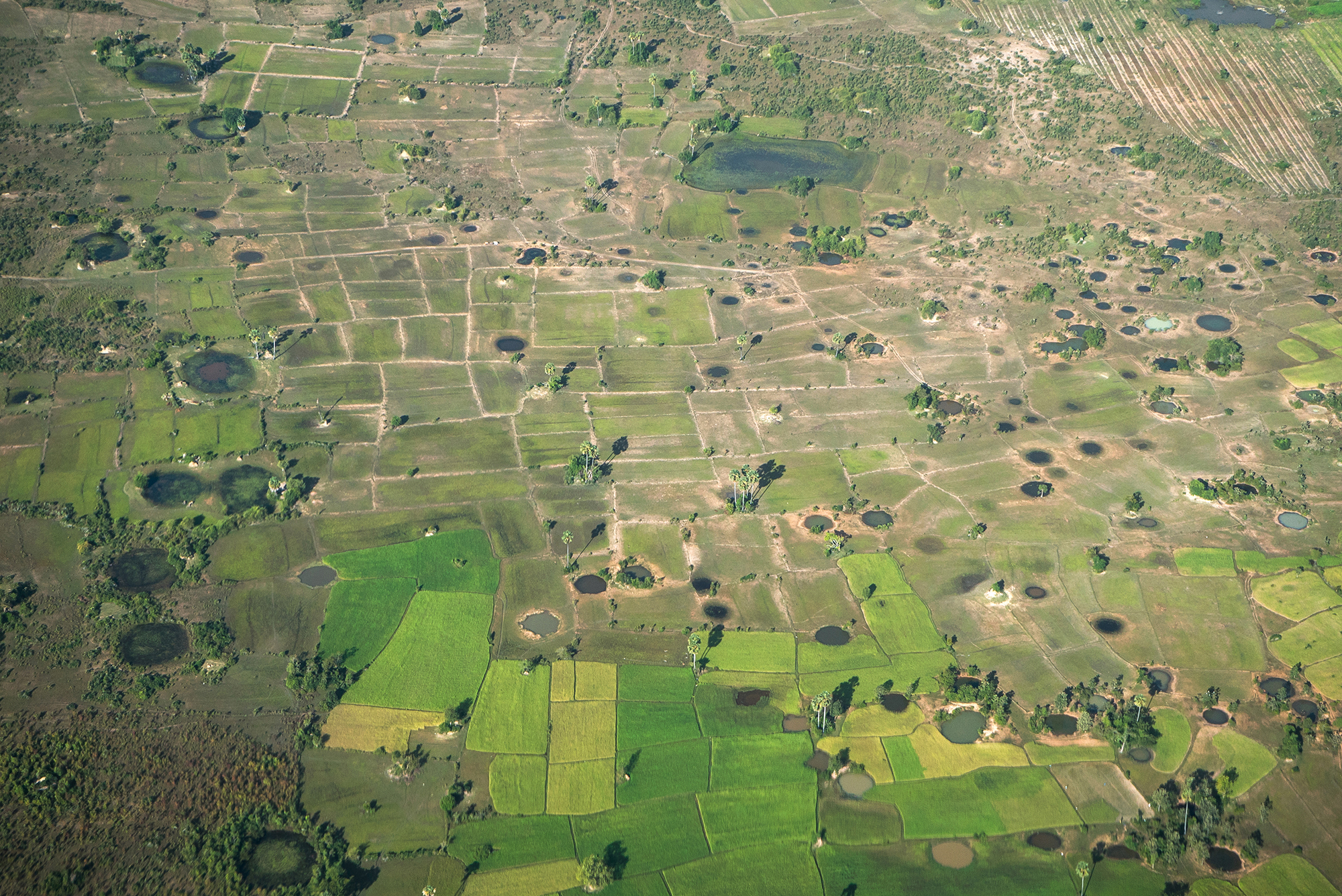
An aerial view of bomb craters in Cambodia (2014)

美國對柬埔寨的大規模地毯式轟炸與紅色高棉在徵兵和民眾支持方面的發展之間的關係一直是歷史學家感興趣的問題。一些歷史學家，包括葉禮庭、亞當·瓊斯和格雷格·格蘭丁，將美國的干預和轟炸行動（1965-1973年）視為導致柬埔寨農民對紅色高棉支持增加的一個重要因素。本·基爾南表示，紅色高棉「不可能在美國沒有破壞柬埔寨的經濟和軍事穩定的情況下贏得政權…它利用爆炸事件對平民的破壞和屠殺作為徵兵宣傳，並以之作為其殘暴、激進的政策，以及其暴力清洗溫和共產主義者和西哈努克主義者的藉口。」波爾布特的傳記作者大衛·P·錢德勒寫道，這些轟炸「達到了美國人期望的效果——它阻斷了共產黨對金邊的包圍」，但亦加速了農業社會的崩潰，加劇社會兩極分化。彼得·羅德曼和邁克爾·林德聲稱，美國的干預使朗諾政權免於 1970 年和 1973 年的崩潰。克雷格·艾契遜認為美國的干預增加了紅色高棉的徵兵人數，但對其是否引致紅色高棉勝利的首要原因表示質疑。威廉·肖克羅斯寫道，美國的轟炸和地面入侵使柬埔寨陷入了西哈努克多年來努力避免的混亂。
至1973年，越南對紅色高棉的支持已基本消失。中國在內戰期間及其後幾年為紅色高棉提供「武裝和訓練」。
在中、美和西方的支持下，紅色高棉主導的民主柬埔寨聯合政府（CGDK）一直保持著柬埔寨的聯合國席位，直到冷戰結束很久之後的1993年。中國捍衛與紅色高棉的關係。中國外交部發言人姜瑜表示，「民主柬埔寨政府在聯合國擁有合法席位，並與70多個國家建立了廣泛的外交關係」。

## 民主柬埔寨（紅色高棉時期）（1975年-1979年）

民主柬埔寨國旗

柬埔寨共產黨旗幟

柬埔寨共產黨在取得勝利後，隨即下令疏散所有城鎮，將整個城市人口遷往農村當農民，試圖按照波爾布特開創的模式進行社會改革。
新政府試圖完全重組柬埔寨社會。舊社會被廢除，宗教特別是佛教和天主教受到壓制。農業收歸公有，主要工業被放棄或被國家控制。當時柬埔寨既沒有貨幣也沒有銀行體系。
由於邊境沖突和意識形態差異，民主柬埔寨與越南和泰國的關係急劇惡化。高舉極端高棉民族主義的赤柬黨人清洗了大部分居住在越南的黨員。因此大多數曾在越南生活的黨員皆面臨清洗了。民主柬埔寨與中華人民共和國建立了密切聯繫，其中柬越衝突成為中蘇敵對關係的一部分（莫斯科支持越南）。隨著民主柬埔寨軍隊襲擊越南村莊，邊境衝突進一步惡化。最終赤柬政權於1977年12月中與越南斷交，以抗議越南據稱建立印度支那聯邦。1978年中期，越南軍隊入侵柬埔寨，在雨季來臨前推進約48公里。
對於1975年至1979年間實際死亡人數的估計是合理的，但可能有數十萬人被殺、數十萬人死於飢餓和疾病（無論是在柬埔寨共產黨的領導下還是在1978年越南入侵期間）。鑑於1975 年人口估計為730萬，一些人估計死亡人數為100萬至300萬。中央情報局估計，1975年至1979年間，僅國家清洗就有50萬至100萬人被殺害，而紅色高棉則殺害了150 萬人（120萬至180萬人）。
中國支持柬埔寨共產黨的原因是為了防止泛印度支那運動，並維持中國在當地的軍事優勢。蘇聯支持強大的越南，以保持對抗中國的第二戰線，並防止進一步的中國擴張。自斯大林去世以來，毛澤東控制下的中國與蘇聯之間的關係凍結。1979年2至3月，中國和越南因此問題爆發短暫的中越戰爭。
1978年12月，越南宣布成立柬埔寨救國民族團結陣線(KUFNS)，由前民主柬埔寨軍隊的指揮官韓桑林領導。它由1975年後留在越南的赤柬黨人和1978年從柬埔寨逃到越南的東部官員（如韓桑林和洪森）組成。1978年底，越南軍隊全面入侵柬埔寨，並於1979年1月7日佔領金邊，並將民主柬埔寨軍隊的殘部向西驅趕到泰國。
柬埔寨共產黨是由曾在巴黎接受教育的領導層掌控，包括波爾布特、英薩利、農謝和宋成。1976年1月的新憲法確立了民主柬埔寨為共產主義人民共和國，並於3月選出了由250名成員組成的柬埔寨人民代表大會（PRA），選舉國家主席團的集體領導人，其中主席為國家元首。
西哈努克親王於4月2日辭去元首職務。4月14日，柬埔寨人民代表大會在第一次會議結束後宣布由喬森潘擔任國家主席，任期5年。議會選舉波爾布特為首的15名內閣成員擔任總理。西哈努克親王實際上被軟禁。

### 政權造成的破壞和死亡

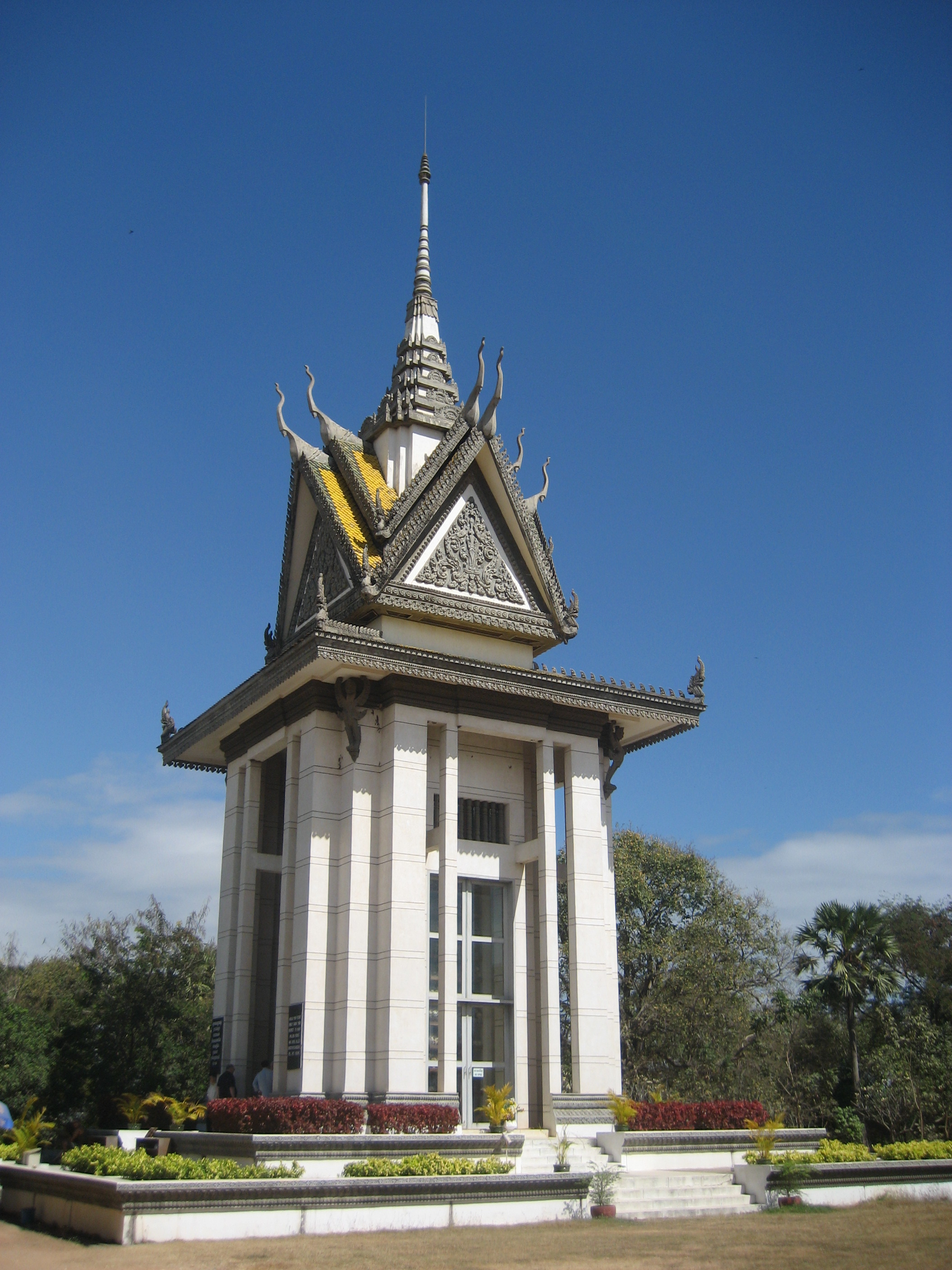
陳放着5,000多具人類頭骨的瓊邑克紀念碑。

在疏散金邊及其後續事件期間，有20,000人因疲憊或疾病而死亡。許多被迫撤離城市的人被重新安置在新建的村莊里，那裡缺乏食物、農具和醫療服務。由於殘酷的疏散，數千人在疏散過程中挨餓或死於疾病。他們中的大多數人被迫離開城市，定居在新建立的村莊，缺乏食物、農業設備和醫療保健。一些過往的城市居民在農業環境中失去了生計。在第一次收穫前，成千上萬的人處於挨餓。飢餓和營養不良——幾乎達到飢餓的程度——在那些年裡經常發生。大多數洩露個人資歷秘密的前政權軍事和中央政府領導人都被處決。
柬埔寨的一些民族，例如占族和越南族，遭受了特殊而有針對性的暴力迫害，甚至一些國際消息人士將其稱為「占族種族滅絕」。整個家庭和城鎮都成為攻擊目標，目的是大幅減少並最終消滅他們 的存檔，存档日期2012-07-19.。 在「赤柬政權」下的生活十分嚴峻而殘酷。人們因講外語、戴護目鏡、尋找食物，甚至哀悼親人的屍體而被動員和處決。紅色高棉擔心前商人及政府官員會領導反政權起義，因此他們以及其所有家人都會遭到追捕和殺害。由於未有抓到並處決足夠多的反革命分子，少數紅色高棉效忠者同樣被殺害。

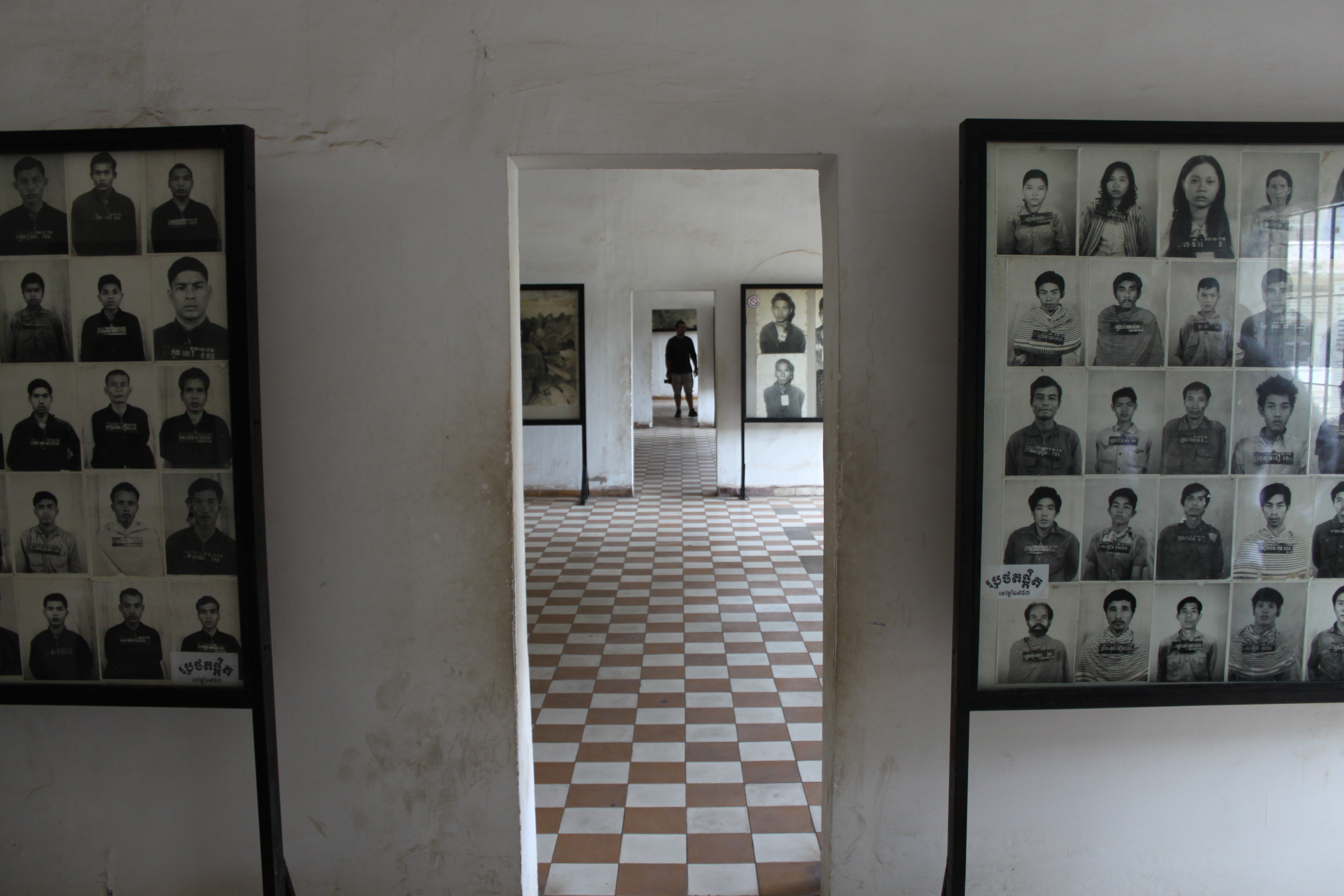
吐斯廉屠殺博物館的房間裡藏有數千張紅色高棉為受害者拍攝的照片。

當柬埔寨社會主義者開始在柬埔寨東部地區叛亂時，波爾布特命令他的軍隊消滅150萬柬埔寨東部人，他將這些地區人士稱為「具有越南思想的柬埔寨人」。清洗行動迅速而有效，波爾布特的士兵在一個月內將至少超過10萬至25萬柬埔寨東部人，驅逐到中部、北部和西北地區的刑場後，迅速殺害了他們，這成為了波爾布特政權下最血腥的大屠殺事件。
宗教機構也未能倖免於紅色高棉，宗教事實上受到極為殘酷的迫害，以至於柬埔寨絕大多數歷史建築，即柬埔寨95%的佛教寺廟被完全摧毀。
本·基爾南估計，有167.1萬至187.1萬柬埔寨人因紅色高棉政策而死亡，佔柬埔寨1975年人口的21%至24%。法國人口學家Marek Sliwinski的一項研究計算出，1975 年柬埔寨人口為780萬，而在紅色高棉統治下非正常死亡人數略低於200萬；33.5%的柬埔寨男性死於紅色高棉統治下，而柬埔寨女性的比例為15.7%。根據2001年的一份學術資料，紅色高棉統治下的超額死亡人數最被廣為接受的估計在150萬到200萬之間，但也有提到低至100萬、高至300萬的數字；傳統估計的死亡人數大約在50萬到100萬人之間，「是這一時期超額死亡率的三分之一到二分之一」。然而，2013年的學術消息來源（援引2009年的研究）表明，處決可能佔總數的60%之多，在23,745個亂葬坑中埋藏著大約130萬名疑似處決受害者。雖然遠高於早期和更廣泛接受的紅色高棉處決估計，柬埔寨文獻中心 (DC-Cam) 的克雷格·艾契遜為紅色高棉處決人數超過 100 萬的估計數字辯護稱，「考慮到亂葬坑的性質和DC-Cam的方法更有可能低估死亡人數，而不是高估，實屬合理」。人口學家Patrick Heuveline估計，1970年至1979年間，有117萬至342萬柬埔寨人非正常死亡，其中15萬至30萬死於內戰期間。Heuveline的中心估計有252萬人超額死亡，其中140萬人是由直接暴力造成的。紅色高棉的繼任政權柬埔寨人民共和國公佈的死亡估計為330萬人，即使這數據是基於對柬埔寨人的挨家挨戶調查，但仍被普遍認為是誇大其詞；除其他方法錯誤外，柬埔寨人民共和國當局將在部分挖掘的亂葬坑中發現的受害者估計人數添加到原始調查結果中，這意味著一些受害者可能被重複計算。 
1979年至1980年間，估計有30萬柬埔寨人餓死，主要是紅色高棉政策的後遺症所造成。

## 越南占领和柬埔寨人民共和國（1979年-1993年）

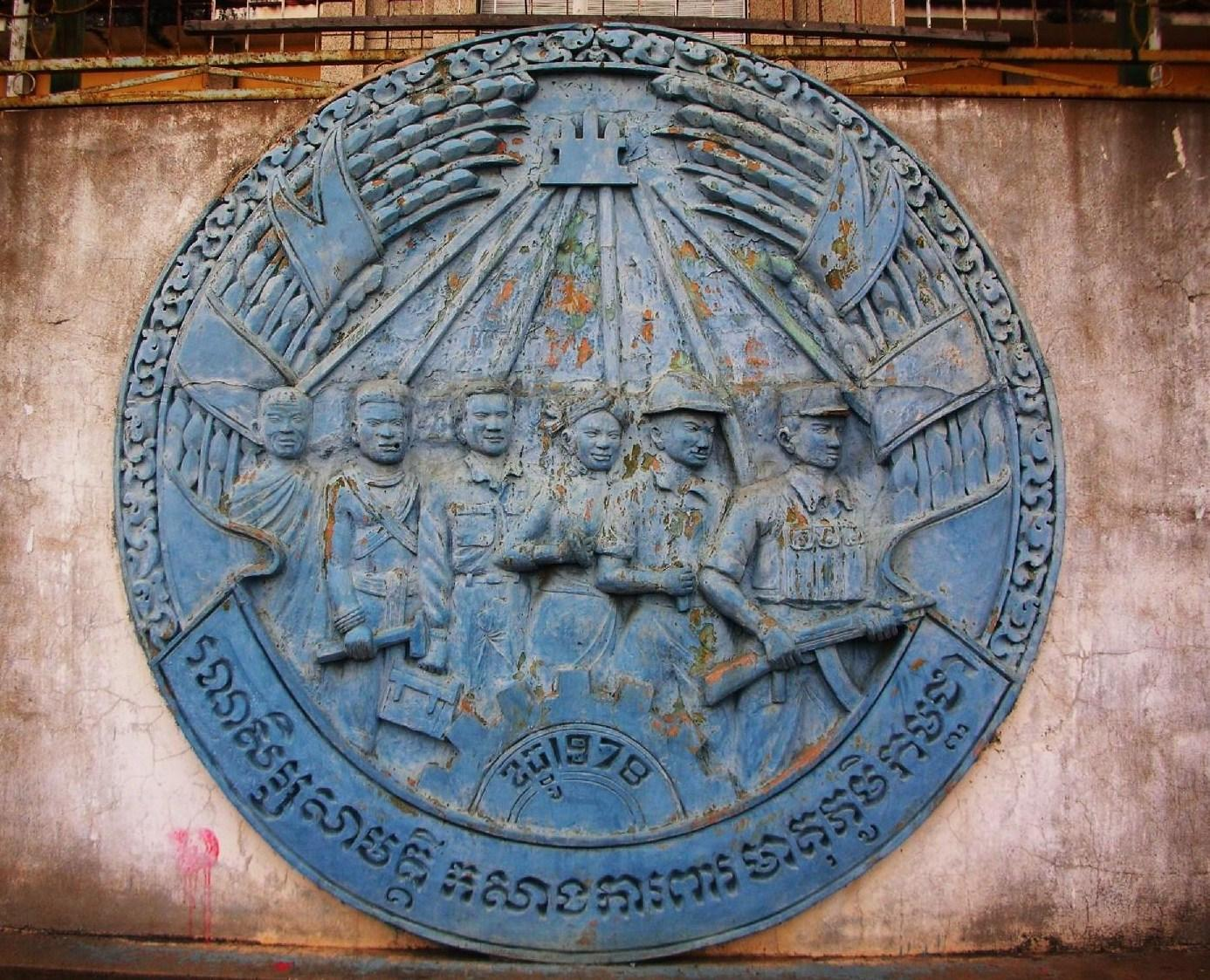
柬埔寨救國民族團結陣線在金邊前總部的徽章

1979年1月10日，越南軍隊和柬埔寨救國民族團結陣線入侵柬埔寨，推翻了紅色高棉政權，由洪森擔任國家元首的柬埔寨人民共和國成立。波爾布特的紅色高棉軍隊迅速撤退到靠近泰國邊境的叢林中。紅色高棉和柬埔寨人民共和國開始了一場代價高昂的鬥爭，這對中國、美國和蘇聯等大國有利。柬埔寨人民革命黨的統治引發了三個主要反抗組織的游擊運動，包括FUNCINPEC（爭取柬埔寨獨立、中立、和平與合作民族團結陣線）、KPLNF（高棉人民全國解放陣線）和PDK（民主柬埔寨黨，由在名義上擔任主席的喬森潘領導的紅色高棉）。「所有這些組織對柬埔寨未來的目標和方式皆持有不同意見」。內戰使60萬柬埔寨人流離失所，逃往泰國邊境的難民營，數以萬計的人在全國範圍內遭到殺害。
1989年，柬埔寨政府與反對派團體之間的和平談判於巴黎展開，並在兩年後的1991年10月達成了全面和平協議。聯合國獲得了強制停火、處理難民和裁軍的授權，被稱為柬埔寨過渡時期聯合國權力機構（UNTAC）。

## 现代柬埔寨（1993年-現在）

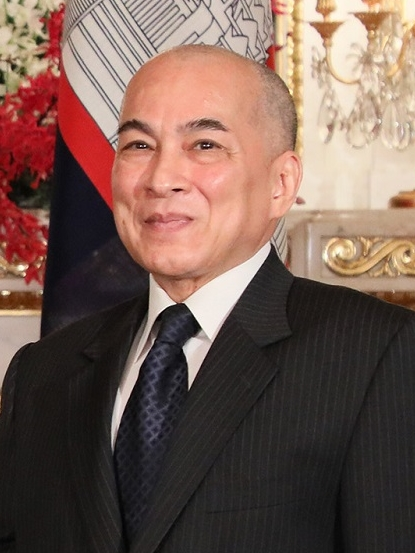
諾羅敦·西哈莫尼國王

1991年10月23日，巴黎會議重新開幕，簽署了一份全面協議，授權聯合國全面監督停火，撤回在泰國邊境的流離失所的高棉人，解除和遣散派系軍隊，為國家的自由公正選舉做好準備。時任柬埔寨最高國民委員會（SNC）主席的西哈努克王子和其他國民委員會成員於1991年11月回到金邊，開始在柬埔寨進行移民安置流程。同時，聯合國柬埔寨先遣部隊（UNAMIC）也開始部署，維持各方之間的聯繫，並開始進行掃雷行動，以加快從泰國遣返約37萬名柬埔寨難民。
1992年3月16日，柬埔寨過渡時期聯合國權力機構（UNTAC）抵達柬埔寨並開始實施聯合國解決方案，並於同年3月15日正式運作，由聯合國秘書長特派代表明石康擔任特別代表。UNTAC發展成為一支由2.2萬名平民和軍事維和人員組成的部隊，負責確保選民自由公正地進行議會選舉。
1993年5月，超過400萬名柬埔寨人（約90％的合格選民）參加了選舉。據UNTAC稱，選前暴力和恐嚇行為相當普遍，主要是由前柬埔寨共產黨幹部組成的柬埔寨國家政府（SOC）安全部隊對FUNCINPEC和BLDP兩個政黨進行的。民主柬埔寨黨（民柬）的武裝勢力實際上沒有被解除武裝或遣散，阻止當地人進入投票站。奉辛比克黨的諾羅敦·拉那烈親王最高票得主，獲得45.5％的選票，其次是洪森的柬埔寨人民黨和自由民主佛教黨。奉辛比克黨隨後與其他參加選舉的政黨組成了聯合政府。由柬埔寨人民黨和奉辛比克黨組成的聯合政府產生了兩位共同首相 - 洪森和諾羅敦·拉那烈。
代表120名議員的政黨隨後草擬並批准了一部新憲法，於1993年9月24日公布實施。該憲法在君主立憲的框架下建立了一個多黨制自由民主國家，原王子施漢諾再次即位為王。諾羅敦親王和洪森成為柬埔寨政府的第一和第二位首相。憲法規定了一系列國際公認的人權。
然而，柬埔寨現任總理洪森和他的政府一直存在爭議。洪森曾是紅色高棉的指揮官，最初是由越南人任命上台的，在越南人離開後使用暴力和壓迫鎮壓反對派和批評者，以維持其強勢地位。在1997年，他為了擔心其聯合首相諾羅敦·拉那烈的日益增長的權力，使用軍隊發動政變，驅逐了拉那烈和其支持者。拉那烈被驅逐並逃往巴黎，而洪森的其他反對者則被逮捕、折磨和有些被處決。
在2004年10月4日，柬埔寨國民議會批准了與聯合國簽署的協議，成立一個法庭審判紅色高棉負責暴行的高層領導人。國際捐助國家承諾提供三年法庭預算中的4300萬美元，而柬埔寨則貢獻了1330萬美元。自2008年以來，法庭已經判處了幾位紅色高棉的高層領袖。目前，柬埔寨還正在清除紅色高棉和越南人在幾十年的戰亂和動盪期間埋設的地雷，柬埔寨花了大約十年的時間才清除了大量地雷。
柬埔寨救國黨在2018年柬埔寨大選前被解散，統治的柬埔寨人民黨亦對大眾媒體實施更嚴格的限制。柬埔寨人民黨在沒有主要反對派的情況下贏得了國民議會的所有席位，從而有效地鞏固了該國的事實上一黨統治。
柬埔寨長期的總理洪森是世界上任期最長的領導人之一，他對權力有著非常牢固的掌控。他被指責鎮壓反對者和批評者。他的柬埔寨人民黨自1979年以來一直執政。2021年12月，洪森總理宣布支持他的兒子洪瑪奈接替他的職位，於2023年舉行選舉後繼任。